# Acraea buttneri
Acraea buttneri är en fjärilsart som beskrevs av Alois Friedrich Rogenhofer 1889. Acraea buttneri ingår i släktet Acraea och familjen praktfjärilar. Inga underarter finns listade i Catalogue of Life.